# Claudia Lehmann
Claudia Lehmann (23 d'abril de 1973) va ser una ciclista alemanya. Del seu palmarès destaca el Campionat nacional en ruta de 1993.

## Palmarès
- 1993
  -  Campiona d'Alemanya en ruta
- 1994
  - 1a al Giro de Sicília i vencedora d'una etapa